# Константин Благоев
Константин (Костадин) Благоев (Попблагоев) Попов (изписване до 1945 година: Константин попъ Благоевъ) е български революционер, деец на Вътрешната македоно-одринска революционна организация.

## Биография
Константин Благоев е роден през 1869 година в кайлярското село Ракита, Османската империя, днес Олимбиада, Гърция. Брат е на Никола Благоев. В 1895 година завършва с десетия випуск Солунската българска мъжка гимназия. Учителства няколко години в села в Егейска Македония, а през 1893 учителства в село Каваклия, Лозенградско. Полага основите на ВМОРО в Лозенград и неговите околности. В периода 1896 - 1897 създава първите революционни комитети из лозенградските български села и е председател на Лозенградския околийски революционен комитет. Благоев един от първите дейни участници в организацията, които разширяват революционната мрежа в Одринско, която по онова време изостава доста в сравнение с тази в Македония. При избухването на Балканската война в 1912 година Благоев е доброволец в Македоно-одринското опълчение и служи в нестроевата рота на 11 сярска дружина. Носител е на сребърен медал „За заслуга“.